# Amtsgericht Stargard in Mecklenburg
Das Amtsgericht Stargard war ein Gericht der ordentlichen Gerichtsbarkeit in Stargard (Mecklenburg).

## Geschichte
In Neustrelitz befand sich vor 1879 das Amtsgericht Stargard und das Stadtgericht Stargard als Eingangsgerichte. Daneben bestanden Patrimonialgerichte. Übergeordnete Instanz war die Justizkanzlei Strelitz. Mit der Verordnung zur Ausführung des Gerichtsverfassungsgesetzes vom 27. Januar 1877 vom 17. Mai 1879 wurden die Änderungen der Reichsjustizgesetze im Großherzogtum Mecklenburg-Strelitz umgesetzt. Die bisherigen Gerichte wurden aufgehoben und es wurden zehn Amtsgerichte (darunter das Amtsgericht Stargard), ein Landgericht (das Landgericht Neustrelitz) und ein Oberlandesgericht (das gemeinsame Oberlandesgericht Rostock) geschaffen.
Der Gerichtssprengel des Amtsgerichts Stargard umfasste danach die Stadt Stargard, aus dem Domanialamt Stargard die Orte Ballin, Ballwitz mit Wiesenbrück, Bargensdorf mit Tannenkrug, Dewitz, Holldorf, Krickow mit Pulvermühle, Marienhof, Loitz, Groß Nemerow mit Ahrendshof, Bornmühle, Bornshof und Stehemannshof, Klein Nemerow, Quastenberg, Rosenhagen, Rowa, Sabel, Stargarder Amtshof, Bauhof und Burg und Teschendorf, aus dem Domanialamt Strelitz die Orte Blankensee mit Tiedzshof und Zapelshof, Usadel mit Nonnenmühle, Wanzka mit Wanzkaer Mühle und Neuhof, Zachow mit Wanzkaer Papiermühle und aus der Ritterschaft die Orte Cammin, Godenswege, Leppin mit Cronsberg und Riepke. Das Amtsgericht hatte 1880 eine Richterstelle, und war für 6466 Gerichtseingesessene verantwortlich. Es war damit ein kleines Gericht im Landgerichtsbezirk.
Nach dem Zweiten Weltkrieg wurden die Amtsgerichte im Land Mecklenburg neu geordnet und das Amtsgericht Stargard dabei nicht wiedereröffnet.